# Дилатантные жидкости
Дилатантные жидкости (дилатантные материалы) — это такие материалы, у которых вязкость возрастает при увеличении скорости деформации сдвига. Такие жидкости являются одним из видов неньютоновских жидкостей.
Дилатантный эффект наблюдается в тех материалах, у которых плотно расположенные частички перемешаны с жидкостью, заполняющей пространство между частичками. При низких скоростях сдвига слоёв материала друг относительно друга жидкость действует как смазка, и дилатантный материал способен легко перетекать. При высоких скоростях жидкость не успевает заполнять свободные пространства, образующиеся между движущимися частичками, и поэтому трение между частичками сильно возрастает, что приводит к увеличению вязкости. Такой эффект можно легко наблюдать в смеси кукурузного крахмала и воды, которая ведёт себя парадоксальным образом, когда по её поверхности наносится удар или в неё что-либо бросают. Песок, полностью промоченный водой, также ведёт себя как дилатантный материал. По этой причине, когда гуляете по пляжу после дождя, можно наблюдать сухой песок в тех местах, куда наступала нога (под смоченным слоем песка имеется область сухого песка, вследствие того, что капли дождя, ударяясь об уже влажный песок, не могут проникнуть вглубь из-за дилатантных свойств мокрого песка). По тем же причинам, следы быстро бегущего человека на мокром песке намного слабее, чем на сухом, конечно, в этом случае проявление эффекта сильно зависит от веса бегущего.
- Реопексия является схожим свойством материалов; у реопектических материалов вязкость возрастает в результате «накопления» напряжения с течением времени.
- Противоположным дилатантности свойством является псевдопластичность.

## Математическая модель
Для описания зависимости касательного напряжения {\displaystyle \tau } от напряжения сдвига дилатантных жидкостей используют степенной закон Оствальда: {\displaystyle \tau =K({\frac {dv}{dx}})^{m-1}({\frac {dv}{dx}})}, где {\displaystyle K} - коэффициент консистенции, {\displaystyle m>1} - индекс течения, определяющий возрастание эффективной вязкости при увеличении скорости сдвига.

## Применение

### Управление тяговым усилием
Некоторые системы полного привода используют вязкостные муфты, наполненные дилатантной жидкостью, и передающие мощность между передними и задними колёсами. При движении по дороге с хорошим сцеплением между колёсами и покрытием дороги, характер движения передних и задних колёс одинаков, и таким образом, перемешивание жидкости в муфте весьма слабое, она обладает хорошей текучестью, и малая мощность передаётся через муфту от одних колёс к другим. Когда передние колёса начинают проскальзывать, скорость движения слоёв жидкости в вязкостной муфте возрастает, что приводит к загустеванию этой жидкости. Как следствие через муфту от задних колёс передаётся больший вращающий момент. В таком устройстве жидкость может почти полностью затвердевать, и при этом через муфту передаётся максимальный момент. Оператор в управлении описанным процессом никак не участвует. Описанные системы применяются в транспортных средствах, предназначенных для движения как по дорогам, так и по бездорожью.

### Бронежилеты
Некоторые правительственные организации и корпорации используют дилатантные материалы в разработке бронежилетов и других защитных устройств для человеческого тела.
В одном исследовании, стандартная кевларовая ткань сравнивалась с композитной бронёй из кевлара и дилатантной жидкости. Результаты показали, что композитная броня показывает лучшие результаты, чем чистый кевлар, несмотря на то, что толщина композита была менее одной третьей от толщины чистого кевлара.
В качестве примеров использования дилатантных материалов в средствах персональной защиты можно привести d3o (англ.), и Активную систему защиты, производимую компанией Dow Corning.